# Rueyres-les-Prés
Rueyres-les-Prés là một đô thị trong huyện Broye thuộc bang Fribourg ở Thụy Sĩ.